# Sabanejewia bulgarica
Sabanejewia bulgarica – gatunek słodkowodnej ryby karpiokształtnej z rodziny piskorzowatych (Cobitidae).

## Występowanie
Środkowa i dolna część dorzecza Dunaju. Zasiedla zwykle głębsze wody.